# کوین ال. وارد
کوین ال. وارد (انگلیسی: Kevin L. Ward؛ زادهٔ ۱۹۶۳) یک افسر پلیس، و سیاست‌مدار اهل ایالات متحده آمریکا است.